# Coincidentia oppositorum
La coincidentia oppositorum, ou coïncidence des opposés, est une théorie philosophique qui trouve son origine dans l'école pythagoricienne. Elle est décrite par Nicolas de Cues dans son essai De la docte ignorance (1440).

## Origine de l'idée
L’idée que les contraires s’attirent peut être rapprochée du pythagorisme, mais elle est en réalité assez courante chez les présocratiques, y compris ceux n’appartenant pas à ce mouvement. Selon le philosophe Théon de Smyrne « Les pythagoriciens affirment que la musique est une combinaison harmonique des contraires, une unification des multiples et un accord des opposés. »
Pythagore dit que les mathématiques sont la base de tout et que le monde physique ne pourrait être expliqué sans elles. Il dit que le monde dépend de l’interaction entre les contraires (mâle/femelle, sec/humide, froid/chaud…).
Selon les Pythagoriciens, « être » implique nécessairement des contraires ; selon Théophraste, qui considère sa théorie comme moins paradoxale, être est contenu dans les contraires, ou dépend des contraires : au Livre VII de sa Métaphysique, sur le Bien et le Mal, Théophraste s'oppose à la théorie des contraires, qu'il critique : les choses ne sont pas toutes bonnes ni toutes semblables, et donc en attribuant l'être à toutes choses, on laisse entendre que toutes ont une ressemblance : cette ressemblance n'est pas uniquement spécifique.
L'Un procède à la fois du pair et de l'impair puisque, ajouté à un nombre impair, il donne un nombre pair et vice-versa. Il est devenu le principe par excellence, l'Achevé. Le nombre pair, l'Inachevé, formait le monde organisé et comportant du superflu. Cette dissymétrie se justifie théoriquement par le concept de Philolaos sur l'harmonie, suivant ainsi les idées de Parménide : « L'harmonie provient toujours des contraires ; elle est en effet l'unité d'un mélange de plusieurs et la pensée unique de pensants séparés. ». Héraclite, cité par Platon, aura une thèse similaire : "L'unité se constitue en s'opposant elle-même à elle-même, tout comme l'accord de l'arc ou celui de la lyre." 

### Platon
Platon y fait notamment allusion dans ses dialogues Des Lois et dans le Théétète, lorsqu’il écrit « Ces premiers éléments (le feu, l’eau, la terre et l’air) emportés au hasard par la force propre à chacun d’eux, s’étant rencontrés, se sont arrangés ensemble conformément à leur nature, le chaud avec le froid, le sec avec l'humide, le mou avec le dur, et tout ce que le hasard a forcément mêlé ensemble par l'union des contraires ».
On retrouve cette idée selon laquelle le différent est attiré par le différent, dans le Banquet de Platon : c'est conceptuellement le sens du discours  d'Eryximaque, (à partir de 186a). Éryximaque prend la parole en tant que médecin. D'abord, il propose une interprétation universelle d'Éros : le grand Dieu Éros est non seulement (comme énoncé précédemment par Phèdre et Pausanias) présent dans les âmes humaines mais en toute forme de vie, (animaux, plantes) et plus profondément, Éros est présent dans le Kosmos entier, soit dans l'organisation ou l'ordre du monde. Ensuite, le raisonnement d'Éryximaque reprend à son compte la distinction entre les deux Éros, introduite par Pausanias. Là où Pausanias voyait un jeune Éros et un vieil Éros, Éryximaque voit un bon Éros et un mauvais Éros. Il affirme aussitôt que les contraires s'attirent, et va évoquer cette thèse sur trois terrains (l'amour et la médecine, l'amour et la musique, l'amour et l'astronomie).
Il a acquis par la médecine le privilège de comprendre la distinction fondamentale existant entre, d'un côté, le corps sain et, de l'autre, le corps malade. L'enjeu, pour le bon praticien, consiste à favoriser (augmenter, fortifier) le corps sain ; c'est même une obligation : "et c'est cela qu'on appelle médecine", dit-il. Et par conséquent de défavoriser (amenuiser ou guérir) le corps malade. Or, dit-il, le corps sain ne connait pas le même amour que le corps malade ; le corps sain résonne à un autre type d'amour que le corps malade. Ces deux Éros sont opposés. L'art de la médecine consiste à savoir distinguer le bon du mauvais, et de savoir introduire les changements favorisant la santé. Mettre un peu de bon Éros dans le corps où il n'est pas encore, et faire disparaitre le mauvais Éros d'un corps, lorsqu'il ne doit pas y être. C'est ici qu'intervient l'amour existant entre les contraires (186d-187a) : il s'agit de faire apparaître l'harmonie, l'amitié mutuelle entre les principes en conflit : "or les choses qui sont le plus en conflit, ce sont celles qui sont au plus haut point des opposés" (par exemple entre le chaud et le froid, l'humide et le sec, l'amer et le doux...) Il s'agit donc, pour le médecin Eryximaque, de produire un accord entre des principes qui ont été opposés antérieurement. Trouver une harmonie entre les opposés ; respecter chacun des opposés et régler  avec mesure et justice la concorde des deux, l'amour mutuel. C'est cela, la science des phénomènes de l'amour, la conciliation des opposés.
Dans le Protagoras, le mythe de Prométhée (le nom Prométhée signifie "le prévoyant") raconte le don du feu aux humains, un feu volé par Prométhée aux dieux, dans l'atelier d'Athéna et d'Héphaïstos. Or, le mythe détaille que ce vol fait suite à l'erreur de son frère, Épiméthée (dont le nom signifie "celui qui réfléchit trop tard", "celui qui réfléchit après coup" ou "l'étourdi"). Ces deux frères, opposés en apparence, ne sont peut-être que les deux facettes d'une même unité. Les dieux avaient en effet chargé les deux frères de faire ensemble la répartition équilibrée des qualités permettant à chaque être vivant de survivre ; mais Épiméthée avait voulu s'en charger seul. Dans sa négligence, dans son manque de prévoyance, il a oublié de pourvoir aux besoins de l'être humains ; c'est alors que Prométhée a pris sur lui d'aller chercher le feu des dieux pour le donner aux hommes et assurer leur survie. Mais si Épiméthée avait inclut son frère prévoyant, comme le voulaient les dieux, s'il avait tenu effectivement compte de son autre, de son frère opposé à lui, le déséquilibre ne serait sans doute pas apparu.

### Nicolas de Cues
En 1440, dans son traité La Docte Ignorance, il développe l'idée de coincidentia oppositorum, précisant qu'il la vit comme une révélation qui lui a été inspirée par les écrits du Pseudo-Denys l'Aréopagite et de Jean Scot Erigène ainsi que par la sentence 14 du Livre des XXIV philosophes : « Dieu est les opposés être et non-être en tant que médiation de ce qui est ». Son approche présente donc d'abord une dimension mystique : elle est ce qui permet à la pensée de se dépasser, de dépasser le stade logique et rationnel ; elle est le seul moyen de rejoindre la vérité divine, grâce à l'intellect[pas clair].
Ce faisant, Nicolas de Cues remet en question la théorie de la connaissance dominante, axée sur un principe développé par Aristote et qu'il considère comme très réducteur : le principe de non-contradiction. Selon les aristotéliciens, le savoir consiste en effet à classer les phénomènes particuliers selon des définitions, ceci dans le but de répertorier des genres et des espèces stables par delà leur diversité ; méthode qui préfigure le travail de classification et, de façon plus générale, la méthode scientifique. À ce monde constitué de genres et d'espèces, le Cusain substitue un monde indistinct et infini. Selon Nicolas de Cues, l'indistinction ne conduit pas toutefois à l'obscurité, à condition de laisser une place à la lumière de l'intellect[Quoi ?]. Il espère ainsi lever les interdits de la logique scolastique en réconciliant des termes que celle-ci tient pour incompatibles. Là où la contradiction manifeste un impossible (symbolisé par le mur qui entoure le paradis), la coïncidence des opposés révèle à l'intellect une nécessité absolue (le paradis lui-même, où l'on rencontre Dieu).
Le processus de la pensée doit être différencié selon trois champs (qui rappellent étrangement les hypostases de Plotin) :
- le domaine des connaissances qui relèvent de la raison, c'est-à-dire celui des objets finis, où l'on conserve le principe de non-contradiction ;
- le domaine qui relève de l'intellect, c'est-à-dire qui envisage un tout équivalent de l'univers, on pratique la conjonction des opposés (dans cette conjonction, les opposés restent opposés sans disparaître) ;
- le domaine du divin, c'est-à-dire l'infinité, où se réalise vraiment la coïncidence des opposés.

Pour le Cusain, la contradiction règle seulement l'ordre du discours ; c'est le principe qui gouverne la dialectique, une détermination interne à la raison discursive. Or, il prétend dépasser les mots pour dire l'être. Les oppositions sont des oppositions réelles. Avant les opposés, avant la multiplicité des êtres, rien ne s'oppose à Dieu puisqu'il est un et que rien n'existe alors pour s'opposer à lui comme multiplicité. Dieu comme infinité est avant toute contradiction, et même avant toute opposition. La coïncidence des opposés est donc aussi un principe ontologique. Elle permet de mieux parler de la double nature humaine et divine du Christ.
La tradition scolastique distingue quatre types d'opposés selon la relation d'exclusion qui caractérise leur opposition :
- l'opposition des contradictoires qui exclut le troisième terme (ex : ouvert ou fermé) ;
- l'opposition des contraires qui sépare les termes en extrêmes (ex : blanc ou noir) ;
- l'opposition privative qui les distingue par un manque (ex : la vue ou la cécité) ;
- l'opposition corrélative qui procède par inversion d'une relation (ex : le double ou la moitié).

Les différentes listes d'opposés que l'on rencontre dans les œuvres de Nicolas de Cues recouvrent ces oppositions très différentes. Ainsi, dans ses écrits mathématiques, l'opposition est placée entre le courbe et le droit, entre l'inscrit et le circonscrit, entre l'égal et l'inégal, entre le minimum et le maximum, etc., ce qui n'est pas sans induire bien des ambiguïtés.

### Sources antiques
- Platon, Théétète (171)
- Platon, Les Lois [détail des éditions] [lire en ligne] (Livre X)